# Echinopsis ancistrophora
Echinopsis ancistrophora (укр. Ехінопсис анцистрофора, Ехінопсис гачконосний) — вид кактусів з роду ехінопсис (Echinopsis).

## Етимологія
Видова назва складена з грец. αγκιστρι (angistri) — гачок та грец. φερω (phero) — нести, що стосується форми колючок.

## Ареал
Західна Аргентина (провінції Сальта, Жужуй і Тукуман) та південь Болівії (департаменти Тариха і Чукісака), на висоті від 600 до 2500 м над рівнем моря.

## Екологія
Цей вид виростає в багатьох типах середовищ існування, таких як луки, чагарники і ліси.

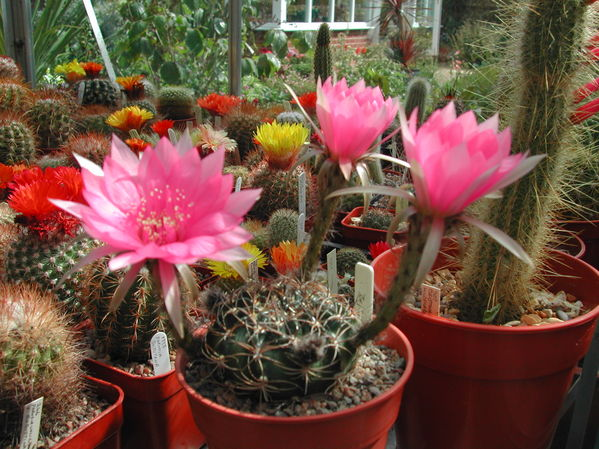
Echinopsis ancistrophora subsp. cardenasiana

## Морфологічний опис
Стебло одиночне або кущиться, здавлено-кулястої форми, до 6 см в діаметрі. Ребер близько 20, прямих, горбистих. Колір епідермісу — темно-зелений, глянцевий. Ареоли жовтуваті, овальні.
Радіальних колючок 4-10, розташованих «павуком», білуваті, до 1 см завдовжки. Центральних колючок 0-4, до 2 см довжиною, з гачком, світло-коричневі або кольору рогу.
Денні квітки відрізняються різноманітністю забарвлення: яскраво-рожеві, червоні, білі, оранжуваті, лавандові. Розташовані на довгій (до 15 см) квітковій трубці. Без аромату.
Плоди овальні, від зелених до зеленувато-лілових, сухуваті, до 16 мм завдовжки і до 8 мм у діаметрі.

## Охорона у природі
Echinopsis ancistrophora входить до Червоного списку Міжнародного Союзу Охорони Природи, стан — уразливий.
Цей вид має досить широкий ареал, але польові спостереження, зроблені протягом останніх 10 років свідчать про те, що популяції неухильно скорочується за рахунок розширення сільського господарства і видобутку для декоративних цілей.
Росте в охоронюваній зоні Сьєрра-Агуараге, Тариха, Болівія. На природоохоронних територіях Аргентини не присутній.

## Підвиди
Визнано чотири підвиди Echinopsis ancistrophora, утворені з раніше самостійних видів:
- Echinopsis ancistrophora subsp. ancistrophora

Відрізняється різнокольоровими квітками;
Зустрічається від південної Сальти (Аргентина) до південних областей Болівії.
- Echinopsis ancistrophora subsp. arachnacantha (Buining & F. Ritter) Rausch 1977: Менше за розмірами.

Цвіте жовтими або жовто-оранжевими квітками.
Виростає ще північніше — в районі Самаіпати, Санта-Круса;
- Echinopsis ancistrophora subsp. pojoensis (Rausch) Rausch 1977: У нього фіолетово-рожеві до червоних квітки.

Поширений в Тарисі (Болівія).
- Echinopsis ancistrophora subsp. cardenasiana (Rausch) Rausch 1977: Відрізняється більш великими рослинами з червонуватими квітками;

Зустрічається в околицях Похо і Кочабамби (Болівія).